# Earophila spilosaria
Earophila spilosaria là một loài bướm đêm trong họ Geometridae.